# Polly World
Polly World (ang. Polly World: Her First Full-Length Movie, 2006) – amerykański film animowany. Polly Pocket wraz z przyjaciółkami jedzie do najsłynniejszego lunaparku na świecie. Jednak na jej drodze staje zła macocha Polly. 28 lipca 2007 film wyemitował kanał MiniMini+.

## Wersja polska
Wystąpili:
- Agnieszka Kunikowska – Polly
- Anna Sroka – Shani
- Katarzyna Kwiatkowska – Crissy
- Elżbieta Kopocińska – Lea
- Beata Wyrąbkiewicz –
  - Caroline Hall,
  - Lizzie
- Krystyna Kozanecka – Beth
- Joanna Pach –
  - Lark,
  - Tori
- Agata Gawrońska – Karl
- Paweł Szczesny – Samuel
- Elżbieta Jędrzejewska – Lorelai
- Janusz Wituch – John Pocket
- Tomasz Bednarek – Donovan
- Ewa Kania – Ms. Marklin
- Waldemar Barwiński – Dj
- Cezary Kwieciński – Chłopak od sprzętu
- Krzysztof Szczerbiński

i inni